# 칼 리히터
칼 리히터(Karl Richter, 1926년 10월 15일 ~ 1981년 2월 15일)는 독일의 지휘자이자 오르가니스트, 하프시코디스트이다.

## 일생
1926년 10월 15일 독일의 플라우엔에서 목사 크리스티안 요하네스와 클라라 헤드비히 리히터 사이에서 태어났다. 드레스덴에서 성십자십자가 합창단으로 활동하며 처음으로 음악교육을 받았다. 이후 라이프치히로 가서 1949년에 학위를 받았다.
학위를 마친 리히터는 요한 제바스티안 바흐가 27년간 음악감독으로 근무했던 장소인 성 토마스 교회에서 오르가니스트로 부임한다. 1952년에는 결혼하여 뮌헨으로 이사가 거기에 있는 성 마르코 교회에서 근무하며 음악원에서 학생들을 가르쳤다.

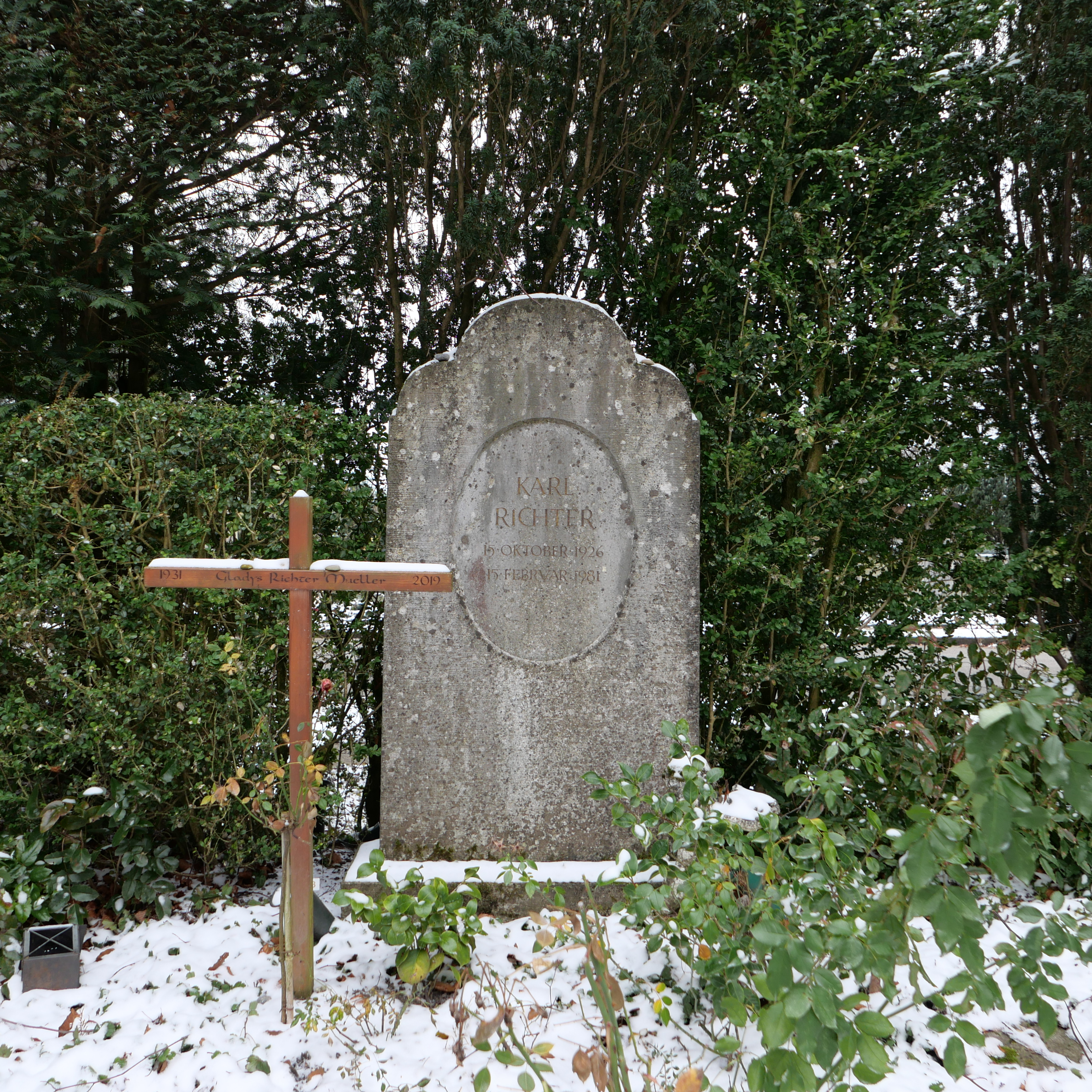
2024년 1월의 무덤.

1954년에는 뮌헨 바흐합창단을, 이듬해에는 뮌헨에 있는 각 오케스트라의 뛰어난 멤버들로 뮌헨 바흐 관현악단을 결성했다. 또 안스바흐의 바흐 주간(週間)에 출연하고 있던 하인리히 쉬츠 크라이스와는 합창단을 조직했다. 1956년 안스바흐에 출연하여 주목을 모은 리히터 등은 1958년 성 금요일에 마태 수난곡을 연주하여 주목을 받았다. 1969년에 일본에서 공연을 하였다.
1971년에는 심장마비를 겪는데, 비슷한 시기에 시력이 안좋아지기 시작한다. 상태가 심각해져 지휘와 연주를 기억에 의지하게 되는 상황에 다다르자 시력을 잃으리라 생각하고 수술을 받고 호전된다.
주요 녹음으로 마태 수난곡, 골드베르크 변주곡 등을 남겼으며, 1981년 2월 15일, 급성심근경색으로 독일 뮌헨에서 사망했다. 사망 8일 후 취리히의 엔첼뷜 묘지에 묻혔다. 1931년 태어난 그의 아내 글래디는 2019년 사망해 같은 무덤에 안장됐다.